# السا دانیل
السا دانیل (اسپانیایی: Elsa Daniel‎؛ ۱۳ نوامبر ۱۹۳۶ – ۲۵ ژوئن ۲۰۱۷) بازیگر اهل آرژانتین بود. وی بین سال‌های ۱۹۵۰ تا ۱۹۸۷ میلادی فعالیت می‌کرد.
از فیلم‌ها یا برنامه‌های تلویزیونی که وی در آن نقش داشته‌است، می‌توان به خانه فرشته و پدربزرگ اشاره کرد.